# Carretera de Nebraska 370
La Carretera de Nebraska 370, y abreviada NE 370 (en inglés: Nebraska Highway 370) es una carretera estatal estadounidense ubicada en el estado de Nebraska. La carretera inicia en el Oeste desde la US 6  , NE 31  en Gretna hacia el Este en la IA 370  sur de Council Bluffs. La carretera tiene una longitud de 31,2 km (19.36 mi).

## Mantenimiento
Al igual que las autopistas interestatales, y las rutas federales y el resto de carreteras estatales, la Carretera de Nebraska 370 es administrada y mantenida por el Departamento de Carreteras de Nebraska por sus siglas en inglés NDOR.

## Cruces
La Carretera de Nebraska 370 es atravesada principalmente por la  I 80  suroeste de Omaha
 US 75  en Bellevue.